# 鄭雲燦
鄭雲燦（：／ Chung Un-Chan，1947年3月21日—），出生於韓國忠清南道公州市，為第40任韓國國務總理。1978年在首爾大學擔任經濟學教授，2009年出任國務總理。2002年至2006年間，擔任首爾大學校長。

## 生平
1970年於首爾大學經濟系畢業，1972年獲得邁阿密大學經濟學碩士學位，1978年於普林斯頓大學獲得經濟學博士學位。
2009年9月3日，韩国总统李明博宣布改组内阁，提名鄭雲燦出任新總理。9月28日，韓國國會通過鄭雲燦出任總理的任命。
2010年初，遭疑在家非法下载美国电影《阿凡达》而受到广泛批评。2010年7月29日，鄭雲燦因為世宗市遷都問題與李明博不和而宣布辭職，獲李明博批准。